# Brücken (Kusel)
Brücken é um município da Alemanha localizado no distrito de Kusel, estado da Renânia-Palatinado.
Pertence ao Verbandsgemeinde de Schönenberg-Kübelberg.